# Atletica leggera ai Giochi della XXII Olimpiade - Pentathlon
Il pentathlon ha fatto parte del programma femminile di atletica leggera ai Giochi della XXII Olimpiade. La competizione si è svolta il 24 luglio 1980 allo Stadio Lenin di Mosca.

## Presenze ed assenze delle campionesse in carica
| Competizione      | Atleta           | Prestazione | Mosca 1980     |
| ----------------- | ---------------- | ----------- | -------------- |
| Olimpiadi 1976    | Sigrun Siegl     | 4 745 p.    | Solo Lungo     |
| Commonwealth 1978 | Diane Konihowski | 4 768 p.    | Canada assente |
| Europei 1978      | Nadežda Tkačenko | 4 744 p.    | Presente       |
| Asiatici 1978     | Ye Peisu         | 4 133 p.    | Cina assente   |
| Panamericani 1979 | Diane Konihowski | 4 605 p.    | Canada assente |

1. ↑  Per il boicottaggio.
2. ↑  Il gigante asiatico non partecipa ai Giochi dal 1952.

## Risultati
La sovietica Tkačenko stabilisce il proprio primato personale in ben quattro delle cinque prove (non si migliora solo nell'alto, dove ha un personale di 1,86). Grazie alla sua prestazione eccezionale conquista l'oro con il nuovo record del mondo.
| Pos | Paese                               | Atleta                                      | Punti |  |
| --- | ----------------------------------- | ------------------------------------------- | ----- |  |
|     | Unione Sovietica                    | Nadežda Tkačenko                            | 5083  |  |
|     | CORSE 100 ost. 13"29 800 m: 2'05"20 | CONCORSI Alto: 1,84 Peso: 16,84 Lungo: 6,73 |       |  |
|     | Unione Sovietica                    | Olga Rukavichnikova                         | 4937  |  |
|     | Unione Sovietica                    | Olga Kuragina                               | 4875  |  |

La Tkachenko viene da una brutta storia di doping. Nel 1978, infatti, si era vista revocare il titolo europeo di Pentathlon per essere risultata positiva. Fu anche sospesa dall'attività internazionale per 18 mesi.